# Bettina Moissi
Bettina Moissi (* 15. Oktober 1923 in Berlin; † 21. November 2023 in Zürich als Bettina Berggruen), geboren als Bettina Sybille Therese Hambach, war eine deutsche Schauspielerin.

## Leben
Als Tochter des albanischstämmigen Schauspielers Alexander Moissi und der Schauspielerin Herta Hambach wuchs sie in der Schweiz auf. Ihre Schauspielausbildung erhielt sie unter Otto Falckenberg zu Beginn des Zweiten Weltkriegs in München. Zu dieser Zeit absolvierte sie unter ihrem Geburtsnamen Bettina Hambach ihre ersten Filmauftritte in Jakko und Georg Wilhelm Pabsts Komödianten. Aus „rassischen“ Gründen anschließend mit Filmverbot belegt, wechselte sie zum Theater. 1943 holte sie Gustaf Gründgens an die von ihm geleiteten Preußischen Staatstheater.
Als sie zum Jahresbeginn 1945 für die Rolle der Jessica in einer stark antisemitischen Fassung von Shakespeares Der Kaufmann von Venedig unter der Regie des NS-nahen Filmregisseurs Veit Harlan vorgesehen war, wandte sie sich an den ihr bekannten Regisseur Helmut Käutner, mit der Bitte um Hilfe. Tatsächlich verhinderte das rasche Kriegsende den Beginn der Dreharbeiten.
Erst Ende 1946 konnte sie, nunmehr unter dem Künstlernamen Bettina Moissi, ihre Filmarbeit fortsetzen. Ihr Nachkriegsdebüt gab sie in Käutners In jenen Tagen und wirkte 1948 auch in dessen Zeitsatire Der Apfel ist ab mit. Zwischen beiden Filmen sah man Moissi in der 1947 gedrehten jüdisch-deutschen Kooperation Lang is der Veg/Lang ist der Weg unter der Regie von Herbert B. Fredersdorf und Marek Goldstein. Nach Käutners kommerziellem Misserfolg Epilog beendete Bettina Moissi 1950 ihre Arbeit vor der Filmkamera. Zuletzt lebte sie unter dem Namen Bettina Berggruen in der Schweiz, in einem Apartment in der luxuriösen Tertianum Parkresidenz am Zürichsee, wo sie auch verstarb.

## Ehe und Nachkommen
Bettina Moissi war ab 1952 in erster Ehe mit dem Porzellan-Fabrikanten Philip Rosenthal verheiratet. Eine zweite Ehe ging sie Mitte der 1950er Jahre mit dem Schweizer Schriftsteller Werner Wollenberger ein, der 1955 als Co-Autor an dem Fernsehfilm Guter Rat ist billig beteiligt war, in dem Moissi als Darstellerin mitwirkte. 1959 heiratete sie den Kunstsammler Heinz Berggruen. Aus der Ehe, die bis zu Berggruens Tod Bestand hatte, gingen zwei Söhne hervor:
- Nicolas Berggruen (* 1961), Investor
- Olivier Berggruen (* 1963), Kunsthistoriker

## Filmografie
- 1941: Komödianten
- 1941: Jakko
- 1947: In jenen Tagen
- 1948: Der Apfel ist ab
- 1949: Lang ist der Weg
- 1950: Epilog – Das Geheimnis der Orplid
- 1955: Guter Rat ist billig (Fernsehfilm)

## Hörspiele
Die Internet-Datenbank des ARD-Hörspielarchivs verzeichnet drei Hörspiele, bei denen Bettina Moissi als Sprecherin mitgewirkt hat. Beide Produktionen wurden vom Bayerischen Rundfunk hergestellt.
- 1950: Pique-Dame (nach Alexander Puschkin) – Regie: Heinz-Günter Stamm
- 1950: Der hohle Zahn (von Kurd E. Heyne) – Regie: Heinz-Günter Stamm
- 1950: Nichts von Bedeutung (von Dietmar Schönherr) – Regie: Heinz-Günter Stamm